# Багерија
Багерија (итал. Bagheria) град је у јужној Италији. Град је други по величини град округа Палермо у оквиру италијанске покрајине Сицилије.

## Природне одлике
Град Багерија налази на северној обали Сицилије, 20 км источно од Палерма (чијој градској зони припада). Град се сместио у узаном приобалном појасу изнад које се ка југу издижу планине Мадоније.

## Становништво
Према резултатима пописа становништва 2011. у општини је живело 54.257 становника.
| 1931.  | 1936.  | 1951.  | 1961.  | 1971.  | 1981.  | 1991.  | 2001.  | 2011.  |
| ------ | ------ | ------ | ------ | ------ | ------ | ------ | ------ | ------ |
| 23.622 | 25.820 | 31.161 | 34.201 | 35.482 | 40.076 | 47.085 | 50.854 | 54.257 |

Багерија данас има близу 56.000 становника (бројчано други град у округу), махом Италијана. То је три пута више него пре једног века.

## Привреда
Најважније привредне делатности у Багерији су туризам, рибарство и лака индустрија.